# بیل مک‌فرسون
بیل مک‌فرسون (انگلیسی: Bill McPherson؛ زادهٔ ۲۲ نوامبر ۱۸۸۴) بازیکن فوتبال اهل پادشاهی متحد بریتانیای کبیر و ایرلند است.
از باشگاه‌هایی که در آن بازی کرده‌است می‌توان به باشگاه فوتبال سنت میرن و باشگاه فوتبال لیورپول اشاره کرد.